# کنگژیرا
کنگژیرا (به قزاقی: Kengzhyra) یک منطقهٔ مسکونی در قزاقستان است که در استان آلماتی واقع شده‌است.